# Мазанов, Владимир Михайлович
Владимир Михайлович Мазанов (1920—2003) — советский театральный художник. Заслуженный художник Чувашской АССР (1969). Заслуженный работник культуры РСФСР (1982). Лауреат Государственной премии РСФСР имени  К. С. Станиславского (1971).

## Биография
Родился 27 августа 1920 года в Ростове-на-Дону в семье Михаила Евлампиевича Мазанова. Участвовал в Великой Отечественной войне, участник битвы под Москвой.
Ставил спектакли в РДТ в Чебоксарах (1966—1970, 1982—1988), Чувашском ГАДТ имени К. В. Иванова (1970–1982).
Умер 11 мая 2003 года в Чебоксарах.

## Семья
Брат — Мазанов Виталий Михайлович (17 ноября 1912 — 17 января 2008), художник театра. Отец — Михаил Мазанов, выпускник семинарии и директор Промбанка Ростова и Нахичевани, увлекался живописью и театром и привил любовь к ним своим сыновьям Анатолию, Виталию и Владимиру, ставшими впоследствии художниками театра. Анатолий и Виталий учились в Училище живописи у Мартироса Сарьяна, Виталий окончил альфрейно-живописные курсы (декоративная роспись стен и потолков).

## Награды и премии
- заслуженный художник Чувашской АССР (1969)
- заслуженный работник культуры РСФСР (1982)
- Государственная премия РСФСР имени К. С. Станиславского (1971) — за оформление спектакля «Волны бьют о берег» Н. Т. Терентьева, поставленный на сцене Чувашского ГАДТ имени К. В. Иванова
- орден Отечественной войны II степени